# Святозеро

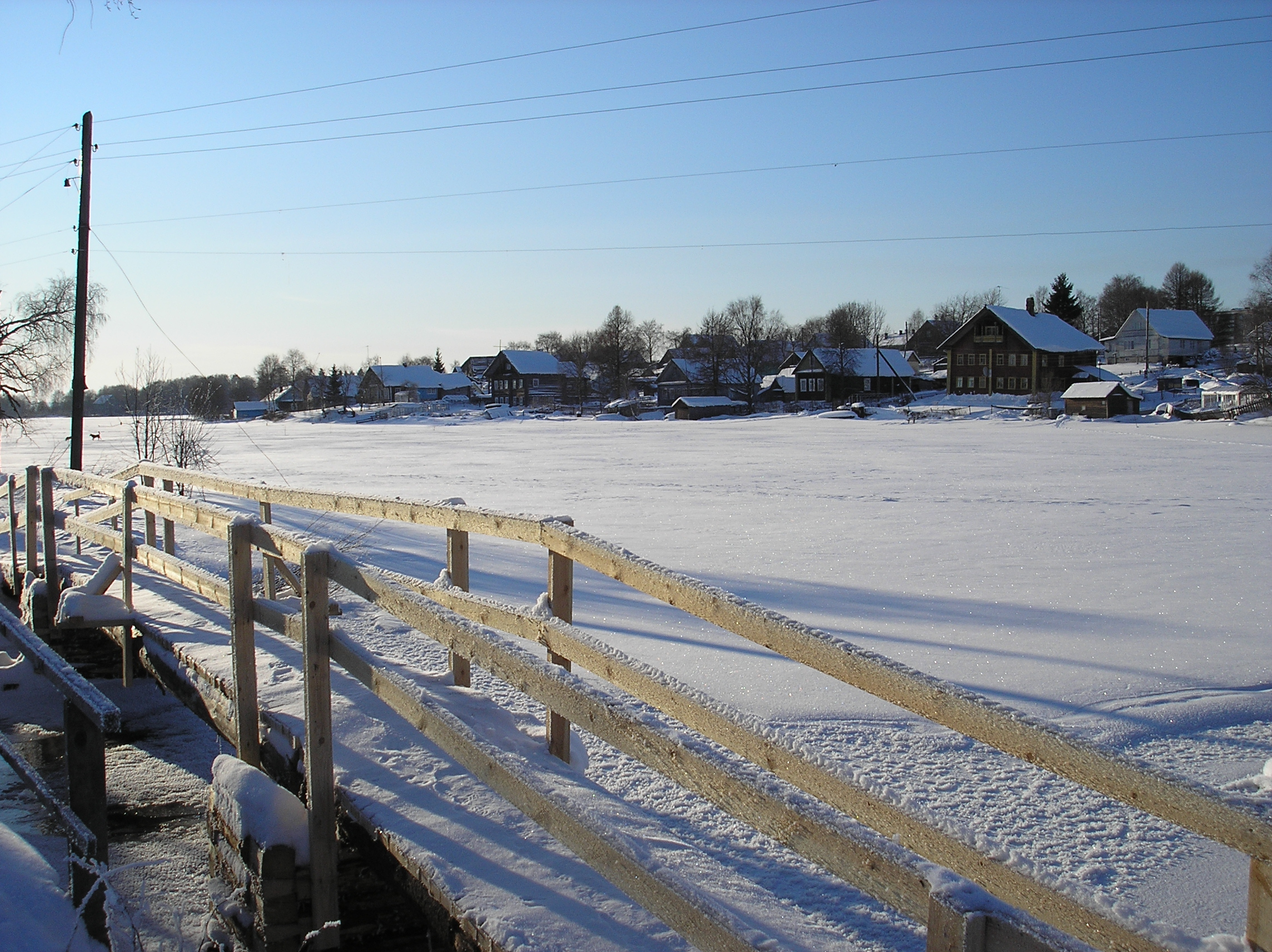
Святозеро

Свя́тозеро (карел.  Pühäd’ärvi) — старинное карельское село, административный центр Святозерского сельского поселения Пряжинского района Республики Карелия России.

## География
Расположено на западном берегу одноимённого озера, в 59 км от столицы республики города Петрозаводска и в 15 км к югу по автодороге от районного центра посёлка городского типа Пряжа.

## История
Согласно археологическим находкам каменных орудий вокруг села Святозеро, территория была заселена людьми в конце третьего тысячелетия до нашей эры. Некоторые этнографы полагают, что первыми жителями были предки современных саамов.
Впервые село на Свят-озере упоминается в Писцовой книге Обонежской пятины 1568 года.
Административный центр Святозерской волости Петрозаводского уезда Олонецкой губернии.
По сведениям на 1911 год в Святозере действовало двухклассное земское училище.
В 1927—1930 годах Святозеро было центром Святозерского района Карельской АССР.
В 1935 году в Святозерском сельсовете организован колхоз «Эйсимяйнен».
27 марта 1938 года по необоснованному обвинению в контрреволюционной деятельности, решением Особой тройки НКВД Карельской АССР, был расстрелян священник Святозерской церкви, уроженец Святозера Владимир Назарович Петров (1869—1938).
В годы оккупации Карело-Финской ССР (1941—1944) в селе был размещён концентрационный лагерь.
В марте 1959 года был образован звероводческий совхоз «Святозерский» на базе подсобного хозяйства Онежского тракторного завода, с 1965 года зверосовхоз начал специализироваться на выращивании чёрных норок.
В августе 1966 года распоряжением Совета Министров Карельской АССР в селе была образована агробиологическая станция Карельского государственного педагогического института.
Село представляет собой памятник культуры и фольклора этнических карелов и пользуется популярностью у путешественников, являясь одним из центров этнического туризма в Карелии.
С 2012 года по территории села проходит трасса гонки на собачьих упряжках «По земле Сампо».

## Население
Численность населения в 1905 году составляла 367 человек.
| 2002 | 2009 | 2010 | 2013 |
| ---- | ---- | ---- | ---- |
| 927  | ↗951 | ↘725 | ↘658 |

## Памятники истории
Воинский мемориал «Курган славы» — братская могила воинов 98-й гвардейской воздушно-десантной дивизии, погибших в годы Советско-финской войны (1941—1944).

## Известные жители и уроженцы
В Святозере жил известный эпический рунопевец Константин Гордеев-Хякки, а также его внук Василий, ставший одним из самых известных сказителей Карелии.
В селе родился заслуженный артист РСФСР, актёр Государственного Финского драматического театра М. Е. Любовин (1907—1986).
В селе родился этнограф и писатель Н. Ф. Лесков.